# Campeonato Paranaense de Futsal de 2014 - Terceira Divisão
O Campeonato Paranaense de Futsal - Terceira Divisão, cujo nome usual é Chave Bronze 2014, foi a 17ª edição da terceira mais importante competição da modalidade no estado, sua organização foi de competência da Federação Paranaense de Futsal.
Depois de 173 jogos, a equipe de Salto do Lontra se sagrou campeã do torneio pela primeira vez em sua história ao derrotar o Siqueira Campos. Os dois finalistas, também garantiram o acesso à Chave Prata de 2015, assim como o Toledo e o Irati.

## Regulamento
O Campeonato Paranaense Futsal Chave Bronze 2014, será disputado em quatro fases com o início previsto para o dia 3 de maio e término em 13 de dezembro.
Primeira Fase
Na Primeira Fase do certame, as 19 equipes serão distribuídas em 3 grupos, respectivamente A, B e C. Sendo que o grupo A, conterá com 7 clubes, o grupe B, 6, e o grupo C, 6. A formula de disputa consiste, em dois turnos, com de ida e volta, com as quatro primeiras de cada chave avançando a próxima etapa;
Segunda Fase
As 12 equipes classificadas, serão dividas em dois grupos de 6 componentes cada, jogando novamente em turno e returno. Os dois melhores de cada um desses grupos avançam para a semifinal;
Terceira Fase (Semi-Final)
Os quatro classificados, serão divididos em duas chaves, jogando em Play-Off eliminatório de duas partidas, e em caso de empate ou vitórias alternadas três, persistindo a igualdade na terceira partida, a equipe de melhor campanha tem a vantagem do empate, para ficar com a vaga. As melhores posicionadas da Primeira Fase, jogarão a segunda partida em casa, assim como a terceira se esta for necessária. Classificam-se para a Quinta Fase (Final) as equipes vencedoras de cada chave, que garantem também o acesso a Chave Prata 2015.
Quarta Fase (Final)
Os dois times vencedores, disputam a grande final do torneio a fim de definir o campeão da edição. A decisão ocorrerá em duas partidas, e em caso de empate ou vitórias alternadas três, persistindo a igualdade na terceira partida, a equipe de melhor campanha tem a vantagem do empate, para ficar com o título. O melhor posicionado da Primeira Fase, jogará a segunda partida em casa, assim como a terceira se esta for necessária.
Critérios de Desempate
1. Equipe que obtiver o maior número de pontos;
2. Confronto direto;
3. Goal Average (maior quociente da divisão do número de gols marcados pelo número de gols sofridos);
4. Menor média de gols sofridos na Fase (número de gols sofridos divididos pelo número de jogos);
5. Maior média de gols marcados na Fase (número de gols feitos dividido pelo número de jogos);
6. Maior saldo;
7. Sorteio.

## Participantes em2014
| Clube               | Cidade           | Em 2013 | Ginásio                       | Títulos        |
| ------------------- | ---------------- | ------- | ----------------------------- | -------------- |
| Astorga             | Astorga          | Inativo | Complexo Esportivo de Astorga | 0 (não possui) |
| Bec                 | Guarapuava       | Inativo | Ginasio Santa Terezinha       | 0 (não possui) |
| Cambé               | Cambé            | 5º      | Edilson Carlos Marigo         | 0 (não possui) |
| Colégio Londrinense | Londrina         | Inativo | Colégio Londrinense           | 1 (2011)       |
| Corbélia            | Corbélia         | Inativo | José Richa                    | 0 (não possui) |
| Figa's Araucária    | Araucária        | Inativo | Joval de Paula Souza          | 0 (não possui) |
| Ibiporã             | Ibiporã          | Inativo | Munhecão                      | 0 (não possui) |
| Irati               | Irati            | Inativo | Batatão                       | 1 (2002)       |
| Jacarezinho         | Jacarezinho      | 8º      | Cássio Arantes Pereira        | 0 (não possui) |
| Jardim Alegre       | Jardim Alegre    | Inativo | SESC de Ivaiporã              | 0 (não possui) |
| Missal              | Missal           | Inativo | 25 de Julho                   | 0 (não possui) |
| Nova Esperança      | Nova Esperança   | Inativo | Bruno César Benatti           | 0 (não possui) |
| Palmas              | Palmas           | Inativo | Monsenhor Engelberto          | 0 (não possui) |
| Paranaguá           | Paranaguá        | Inativo | Albertina Salmon              | 0 (não possui) |
| Pitanga             | Pitanga          | Inativo | Lôlo Cleve Filho              | 1 (2009)       |
| Salto do Lontra     | Salto do Lontra  | Inativo | Vermelhão                     | 0 (não possui) |
| Siqueira Campos     | Siqueira Campos  | Inativo | Raulino Ceccon                | 0 (não possui) |
| Toledo              | Toledo           | Inativo | Alcides Pan                   | 0 (não possui) |
| Vale do Ivaí        | São João do Ivaí | Inativo | Batatão                       | 0 (não possui) |

## Primeira Fase

### Grupo A
| Pos | Times               | Pts | J  | V  | E | D  | GP | GC | SG  | GA   | %     | Classificação               |
| --- | ------------------- | --- | -- | -- | - | -- | -- | -- | --- | ---- | ----- | --------------------------- |
| 1   | Siqueira Campos     | 30  | 12 | 10 | 0 | 2  | 57 | 29 | 28  | 1,97 | 83,3% | Classificados aos Play-Offs |
| 2   | Cambé               | 25  | 12 | 8  | 1 | 3  | 44 | 25 | 19  | 1,76 | 69,4% | Classificados aos Play-Offs |
| 3   | Astorga             | 21  | 12 | 6  | 3 | 3  | 56 | 44 | 12  | 1,27 | 58,3% | Classificados aos Play-Offs |
| 4   | Nova Esperança      | 18  | 12 | 5  | 3 | 4  | 56 | 44 | 12  | 1,27 | 50%   | Classificados aos Play-Offs |
| 5   | Colégio Londrinense | 16  | 12 | 5  | 1 | 6  | 36 | 30 | 6   | 1,20 | 44,4% | Eliminados                  |
| 6   | Jacarezinho         | 9   | 12 | 2  | 3 | 7  | 41 | 44 | -3  | 0,93 | 25%   | Eliminados                  |
| 7   | Ibiporã             | 1   | 12 | 0  | 1 | 11 | 18 | 83 | -65 | 0,22 | 2,8%  | Eliminados                  |

#### Confrontos
Para ler a tabela, a linha horizontal representa os jogos da equipe como mandante. A coluna vertical indica os jogos da equipe como visitante.
|                     | AST  | CAM | CLN | IBI  | NES  | SCM  | JAC |
| ------------------- | ---- | --- | --- | ---- | ---- | ---- | --- |
| Astorga             | —    | 3–0 | 6–2 | 8–2  | 3–3  | 3–5  | 6–4 |
| Cambé               | 5–4  | —   | 2–0 | 6–1  | 8–2  | 5–1  | 3–0 |
| Colégio Londrinense | 2–4  | 1–4 | —   | 7–1  | 4–0  | 4–2  | 1–1 |
| Ibiporã             | 3–5  | 3–3 | 3–6 | —    | 1–12 | 2–10 | 1–3 |
| Nova Esperança      | 4–4  | 5–3 | 3–2 | 4–1  | —    | 3–4  | 6–4 |
| Siqueira Campos     | 10–6 | 3–1 | 3–1 | 5–0  | 7–2  | —    | 3–2 |
| Jacarezinho         | 4–4  | 2–4 | 1–6 | 14–0 | 6–6  | 0–4  | —   |

| Vitória do mandante; Vitória do visitante; Empate. | Em vermelho os jogos da próxima rodada; Em negrito os jogos "clássicos". |

### Grupo B
| Pos | Times            | Pts | J  | V | E | D | GP | GC | SG  | GA   | %     | Classificação               |
| --- | ---------------- | --- | -- | - | - | - | -- | -- | --- | ---- | ----- | --------------------------- |
| 1   | Irati            | 26  | 10 | 8 | 2 | 0 | 60 | 35 | 25  | 1,71 | 86,7% | Classificados aos Play-Offs |
| 2   | Figa's Araucária | 18  | 10 | 5 | 3 | 2 | 32 | 28 | 4   | 1,14 | 60%   | Classificados aos Play-Offs |
| 3   | Pitanga          | 15  | 10 | 4 | 3 | 3 | 40 | 35 | 5   | 1,14 | 50%   | Classificados aos Play-Offs |
| 4   | Palmas           | 13  | 10 | 4 | 1 | 5 | 33 | 36 | -3  | 0,92 | 43,3% | Classificados aos Play-Offs |
| 5   | Bec              | 7   | 10 | 1 | 4 | 5 | 43 | 47 | -4  | 0,91 | 23,3% | Eliminados                  |
| 6   | Paranaguá        | 3   | 10 | 0 | 3 | 7 | 30 | 57 | -27 | 0,53 | 10%   | Eliminados                  |

#### Confrontos
Para ler a tabela, a linha horizontal representa os jogos da equipe como mandante. A coluna vertical indica os jogos da equipe como visitante.
|                  | BEC | FAR | IRA | PAL | PAR  | PIT |
| ---------------- | --- | --- | --- | --- | ---- | --- |
| Bec              | —   | 3–3 | 6–8 | 3–3 | 5–0  | 5–5 |
| Figa's Araucária | 3–2 | —   | 3–3 | 3–1 | 6-5  | 4–1 |
| Irati            | 8–5 | 5–3 | —   | 9–3 | 12–6 | 6–4 |
| Palmas           | 4–2 | 2–4 | 1–3 | —   | 6–2  | 3–5 |
| Paranaguá        | 7–7 | 2–2 | 1–3 | 3–6 | —    | 4–4 |
| Pitanga          | 6–5 | 4–1 | 3–3 | 2–4 | 6–0  | —   |

| Vitória do mandante; Vitória do visitante; Empate. | Em vermelho os jogos da próxima rodada; Em negrito os jogos "clássicos". |

### Grupo C
| Pos | Times           | Pts | J  | V | E | D | GP | GC | SG  | GA   | %     | Classificação               |
| --- | --------------- | --- | -- | - | - | - | -- | -- | --- | ---- | ----- | --------------------------- |
| 1   | Salto do Lontra | 25  | 10 | 8 | 1 | 1 | 37 | 17 | 20  | 2,18 | 83,3% | Classificados aos Play-Offs |
| 2   | Toledo          | 24  | 10 | 8 | 0 | 2 | 46 | 18 | 28  | 2,56 | 80%   | Classificados aos Play-Offs |
| 3   | Vale do Ivaí    | 19  | 10 | 6 | 1 | 3 | 45 | 32 | 13  | 1,41 | 63,3% | Classificados aos Play-Offs |
| 4   | Missal          | 13  | 10 | 4 | 1 | 5 | 32 | 36 | -4  | 0,89 | 43,3% | Classificados aos Play-Offs |
| 5   | Jardim Alegre   | 4   | 10 | 1 | 1 | 8 | 19 | 47 | -28 | 0,40 | 13,3% | Eliminados                  |
| 6   | Corbélia        | 3   | 10 | 1 | 0 | 9 | 21 | 50 | -29 | 0,42 | 10%   | Eliminados                  |

#### Confrontos
Para ler a tabela, a linha horizontal representa os jogos da equipe como mandante. A coluna vertical indica os jogos da equipe como visitante.
|                 | COR  | JAR  | MIS | SAL | TOL | VAL |
| --------------- | ---- | ---- | --- | --- | --- | --- |
| Corbélia        | —    | 6–0  | 1–6 | 1–5 | 0–4 | 1–4 |
| Jardim Alegre   | 4–1  | —    | 1–2 | 2–2 | 1–5 | 5–7 |
| Missal          | 5–4  | 5–1  | —   | 3–6 | 1–7 | 3–3 |
| Salto do Lontra | 7–2  | 1-wo | 4–2 | —   | 1–2 | 3–1 |
| Toledo          | 4–1  | 11–1 | 5–4 | 1–3 | —   | 4–2 |
| Vale do Ivaí    | 10–4 | 7–3  | 4–1 | 3–5 | 4–3 | —   |

| Vitória do mandante; Vitória do visitante; Empate. | Em vermelho os jogos da próxima rodada; Em negrito os jogos "clássicos". |

## Segunda Fase

### Grupo A
| Pos | Times            | Pts | J  | V | E | D | GP | GC | SG  | GA   | %     | Classificação                       |
| --- | ---------------- | --- | -- | - | - | - | -- | -- | --- | ---- | ----- | ----------------------------------- |
| 1   | Siqueira Campos  | 25  | 10 | 8 | 1 | 1 | 49 | 26 | 23  | 1,88 | 83,3% | Zona de Classificação aos Play-Offs |
| 2   | Toledo           | 25  | 10 | 8 | 1 | 1 | 61 | 25 | 36  | 2,44 | 83,3% | Zona de Classificação aos Play-Offs |
| 3   | Figa's Araucária | 16  | 9  | 5 | 1 | 3 | 35 | 33 | 2   | 1,06 | 59,2% | Zona de Classificação aos Play-Offs |
| 4   | Pitanga          | 10  | 10 | 3 | 1 | 6 | 37 | 57 | -20 | 0,64 | 33,3% | Zona de Classificação aos Play-Offs |
| 5   | Vale do Ivaí     | 6   | 10 | 2 | 0 | 8 | 39 | 49 | -10 | 0,79 | 20%   | Zona de Eliminação                  |
| 6   | Nova Esperança   | 3   | 9  | 1 | 0 | 8 | 24 | 55 | -31 | 0,44 | 11,1% | Zona de Eliminação                  |

#### Confrontos
Para ler a tabela, a linha horizontal representa os jogos da equipe como mandante. A coluna vertical indica os jogos da equipe como visitante.
|                  | FIG | NES  | PIT  | SCA | TOL | VIV |
| ---------------- | --- | ---- | ---- | --- | --- | --- |
| Figa's Araucária | —   | 6–3  | 3–3  | 7–4 | 3–5 | 3–2 |
| Nova Esperança   |     | —    | 5–2  | 2–8 | 2–5 | 4–5 |
| Pitanga          | 2–3 | 7–4  | —    | 4–9 | 4–8 | 8–5 |
| Siqueira Campos  | 4–1 | 1–wo | 4–2  | —   | 6–3 | 8–3 |
| Toledo           | 4–2 | 10–3 | 13–1 | 2–2 | —   | 7–0 |
| Vale do Ivaí     | 6–7 | 11–1 | 3–4  | 2–3 | 2–4 | —   |

| Vitória do mandante; Vitória do visitante; Empate. | Em vermelho os jogos da próxima rodada; Em negrito os jogos "clássicos". |

### Grupo B
| Pos | Times           | Pts | J  | V | E | D | GP | GC | SG  | GA   | %     | Classificação               |
| --- | --------------- | --- | -- | - | - | - | -- | -- | --- | ---- | ----- | --------------------------- |
| 1   | Salto do Lontra | 23  | 10 | 7 | 2 | 1 | 30 | 16 | 14  | 1,87 | 76,7% | Classificados aos Play-Offs |
| 2   | Irati           | 21  | 10 | 7 | 0 | 3 | 44 | 28 | 16  | 1,57 | 70%   | Classificados aos Play-Offs |
| 3   | Astorga         | 15  | 10 | 5 | 0 | 5 | 29 | 20 | 9   | 1,45 | 50%   | Classificados aos Play-Offs |
| 4   | Cambé           | 13  | 10 | 4 | 1 | 5 | 27 | 28 | -1  | 0,96 | 43,3% | Classificados aos Play-Offs |
| 5   | Palmas          | 12  | 10 | 3 | 3 | 4 | 22 | 27 | -5  | 0,81 | 40%   | Eliminados                  |
| 6   | Missal          | 2   | 10 | 0 | 2 | 8 | 17 | 50 | -33 | 0,34 | 6,7%  | Eliminados                  |

#### Confrontos
Para ler a tabela, a linha horizontal representa os jogos da equipe como mandante. A coluna vertical indica os jogos da equipe como visitante.
|                 | AST | CAM | IRA  | MIS | PAL | SLO |
| --------------- | --- | --- | ---- | --- | --- | --- |
| Astorga         | —   | 5–1 | 3–1  | 5–2 | 4–2 | 1–2 |
| Cambé           | 2–1 | —   | 3–4  | 5–1 | 0–0 | 1–3 |
| Irati           | 3–2 | 5–3 | —    | 8–2 | 6–3 | 2–4 |
| Missal          | 1–4 | 0–5 | 3–10 | —   | 2–2 | 1–5 |
| Palmas          | 2–1 | 5–7 | 3–2  | 3–2 | —   | 0–1 |
| Salto do Lontra | 4–3 | 4–0 | 2–3  | 3–3 | 2–2 | —   |

| Vitória do mandante; Vitória do visitante; Empate. | Em vermelho os jogos da próxima rodada; Em negrito os jogos "clássicos". |

## Play-Offs
|  | Quartas-de-finais  | Quartas-de-finais   |                     |       | Semifinais | Semifinais |  |  | Final | Final |
|  |                    |                     |                     |       |            |            |  |  |       |       |
|  | 8 e 15 de novembro |                     |                     |       |            |            |  |  |       |       |
|  |                    |                     |                     |       |            |            |  |  |       |       |
|  | Siqueira Campos    | 4 (0)               |                     |       |            |            |  |  |       |       |
|  | Siqueira Campos    | 4 (0)               | 22 e 29 de novembro |       |            |            |  |  |       |       |
|  | Cambé              | 1 (0)               |                     |       |            |            |  |  |       |       |
|  | Cambé              | 1 (0)               | Siqueira Campos     | 5 (2) |            |            |  |  |       |       |
|  | 8 e 16 de novembro |                     | Siqueira Campos     | 5 (2) |            |            |  |  |       |       |
|  |                    | Irati               | 4 (2)               |       |            |            |  |  |       |       |
|  | Irati              | Irati               | 4 (2)               | 5 (3) |            |            |  |  |       |       |
|  | Irati              |                     | 6 e 13 de dezembro  | 5 (3) |            |            |  |  |       |       |
|  | Figa's Araucária   | 4 (2)               |                     |       |            |            |  |  |       |       |
|  | Figa's Araucária   | 4 (2)               | Siqueira Campos     | 2 (0) |            |            |  |  |       |       |
|  | 8 e 14 de novembro |                     | Siqueira Campos     | 2 (0) |            |            |  |  |       |       |
|  |                    | Salto do Lontra     | 5 (2)               |       |            |            |  |  |       |       |
|  | Toledo             | Salto do Lontra     | 5 (2)               | 5 (6) |            |            |  |  |       |       |
|  | Toledo             | 22 e 29 de novembro |                     | 5 (6) |            |            |  |  |       |       |
|  | Astorga            | 5 (2)               |                     |       |            |            |  |  |       |       |
|  | Astorga            | 5 (2)               | Toledo              | 2 (4) |            |            |  |  |       |       |
|  | 8 e 14 de novembro |                     | Toledo              | 2 (4) |            |            |  |  |       |       |
|  |                    | Salto do Lontra     | 2 (6)               |       |            |            |  |  |       |       |
|  | Salto do Lontra    | Salto do Lontra     | 2 (6)               | 4 (4) |            |            |  |  |       |       |
|  | Salto do Lontra    |                     |                     | 4 (4) |            |            |  |  |       |       |
|  | Pitanga            | 4 (1)               |                     |       |            |            |  |  |       |       |
|  | Pitanga            | 4 (1)               |                     |       |            |            |  |  |       |       |

## Final

### Primeiro jogo
| 6 de dezembro | Salto do Lontra                                                      | 5 - 2     | Siqueira Campos                    | Ginásio Vermelhão, Salto do Lontra                                                                                                   |
| 20:30 (UTC−3) | Marcelo 15:50' · Jardel 24:50' 31:30' · Maggi 28:51' · Stumpf 35:37' | Relatório | Rhailan 07:01' · Alessandro 38:07' | Árbitro: Ednei Custódio da Silva Árbitro2:Alfredo Carlos Wagner Cronometrista:Helcio José Pschwosne Anotador:Gabriel Antonio Barizon |

### Segundo jogo
| 13 de dezembro | Siqueira Campos | 2 - 0 | Salto do Lontra | Ginásio Raulino Ceccon, Siqueira Campos |
| 21:00 (UTC−3)  |                 |       |                 |                                         |

## Artilharia
| Posição | Jogador           | Clube            | Gols |
| ------- | ----------------- | ---------------- | ---- |
| 1       | Clade             | Irati            | 41   |
| 2       | Thiago Teodoro    | Nova Esperança   | 34   |
| 3       | Sineu             | Toledo           | 33   |
| 4       | Bolinha           | Figa's Araucária | 27   |
| 5       | Custelinha        | Siqueira Campos  | 24   |
| 6       | São Pedro         | Toledo           | 25   |
| 7       | Willian Munhoz    | Pitanga          | 23   |
| 8       | Felipe Leitão     | Astorga          | 20   |
| 9       | Edimar            | Irati            | 19   |
| 9       | Mateus Gabriel    | Vale do Ivaí     | 19   |
| 9       | Leite             | Salto do Lontra  | 19   |
| 10      | Willian Hernandes | Vale do Ivaí     | 18   |
| 10      | Rhailan           | Siqueira Campos  | 18   |
| 10      | Gedson            | Siqueira Campos  | 18   |
| 11      | Erico             | Vale do Ivaí     | 17   |
| 11      | Luis Stresser     | Siqueira Campos  | 17   |
| 12      | Uelenilson        | Astorga          | 15   |

## Premiação
| Chave Bronze 2014                                       |
| ------------------------------------------------------- |
| Associação Atlética Salto do Lontra Campeão (1º título) |

## Classificação Geral
| Pos | Times               | Pts | J  | V  | E | D  | GP  | GC  | SG  | GA   | %     | Classificação                   |
| --- | ------------------- | --- | -- | -- | - | -- | --- | --- | --- | ---- | ----- | ------------------------------- |
| 1   | Salto do Lontra     | 61  | 26 | 19 | 5 | 2  | 90  | 36  | 54  | 2,50 | 76,2% | Finalistas                      |
| 2   | Siqueira Campos     | 63  | 28 | 20 | 3 | 5  | 119 | 66  | 53  | 1,80 | 75%   | Finalistas                      |
| 3   | Toledo              | 54  | 24 | 13 | 3 | 4  | 124 | 58  | 66  | 2,13 | 75%   | Eliminados nas semifinais       |
| 4   | Irati               | 54  | 24 | 17 | 3 | 4  | 118 | 76  | 42  | 1,55 | 75%   | Eliminados nas semifinais       |
| 5   | Cambé               | 39  | 24 | 12 | 3 | 9  | 72  | 57  | 15  | 1,26 | 54,7% | Eliminados nas Quartas-de-final |
| 6   | Astorga             | 37  | 24 | 11 | 4 | 9  | 92  | 75  | 17  | 1,22 | 51,9% | Eliminados nas Quartas-de-final |
| 7   | Figa's Araucária    | 34  | 21 | 10 | 4 | 7  | 73  | 73  | 0   | 1,00 | 53,7% | Eliminados nas Quartas-de-final |
| 8   | Pitanga             | 26  | 22 | 7  | 5 | 10 | 82  | 100 | -18 | 0,82 | 39,9% | Eliminados nas Quartas-de-final |
| 9   | Vale do Ivaí        | 25  | 20 | 8  | 1 | 11 | 84  | 81  | 3   | 1,03 | 41,7% | Eliminados na Segunda Fase      |
| 10  | Palmas              | 25  | 20 | 7  | 4 | 9  | 55  | 63  | -8  | 0,87 | 41,7  | Eliminados na Segunda Fase      |
| 11  | Nova Esperança      | 21  | 21 | 6  | 3 | 12 | 80  | 99  | -19 | 0,80 | 31,2% | Eliminados na Segunda Fase      |
| 12  | Missal              | 15  | 20 | 4  | 3 | 13 | 49  | 86  | -37 | 0,56 | 25%   | Eliminados na Segunda Fase      |
| 13  | Colégio Londrinense | 16  | 12 | 5  | 1 | 6  | 36  | 30  | 6   | 1,20 | 44,4% | Eliminados na Primeira Fase     |
| 14  | Jacarezinho         | 9   | 12 | 2  | 3 | 7  | 41  | 44  | -3  | 0,93 | 25%   | Eliminados na Primeira Fase     |
| 15  | Bec                 | 7   | 10 | 1  | 4 | 5  | 43  | 47  | -4  | 0,91 | 23,3% | Eliminados na Primeira Fase     |
| 16  | Jardim Alegre       | 4   | 10 | 1  | 1 | 8  | 19  | 47  | -28 | 0,40 | 13,3% | Eliminados na Primeira Fase     |
| 17  | Paranaguá           | 3   | 10 | 0  | 3 | 7  | 30  | 57  | -27 | 0,53 | 10%   | Eliminados na Primeira Fase     |
| 18  | Corbélia            | 3   | 10 | 1  | 0 | 9  | 21  | 50  | -29 | 0,42 | 10%   | Eliminados na Primeira Fase     |
| 19  | Ibiporã             | 1   | 12 | 0  | 1 | 11 | 18  | 83  | -65 | 0,22 | 2,8%  | Eliminados na Primeira Fase     |